# 柳ヶ瀬 (岐阜市)

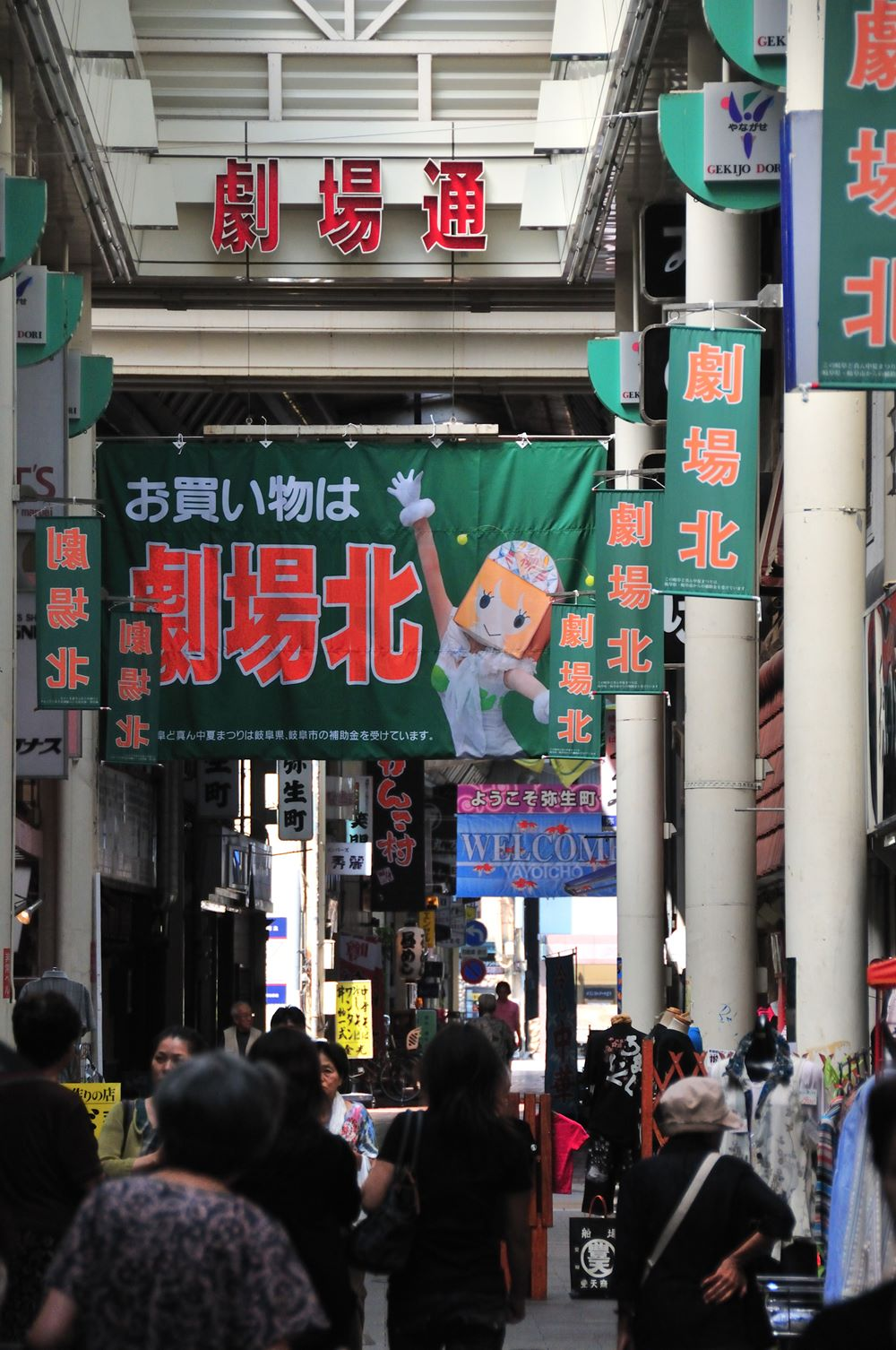
劇場通り

柳ヶ瀬（やながせ）は、岐阜県岐阜市にある繁華街・歓楽街。

## 概要
中部地方有数の繁華街とされる。地形図では「柳ケ瀬」だが表記には揺れがあり、「ケ」が小さい「柳ヶ瀬」と表記することも多く、地元でも厳密な区別はされていない。
柳ケ瀬商店街のメインストリートには美川憲一の『柳ヶ瀬ブルース』の歌碑が設置されている。中部地方随一の規模を誇る全蓋式アーケード街を擁し、地方都市の繁華街・歓楽街としては規模が大きな街である。かつては名古屋市から訪れる人も多かった。

## 地理

### 概要
メインストリートとなる柳ケ瀬通りは、JR東海道本線・高山本線 岐阜駅の北約1kmの付近に東西方向に約500mにわたって伸びている。西側は忠節橋通り（国道157号）、中心付近は金華橋通り、東側は長良橋通り（国道256号）がそれぞれ南北に横切っている。

### 振興組合
1950年（昭和25年）に劇場通北と新京極の両商店街が振興組合を発足し、さらに1951年（昭和26年）と1952年（昭和27年）に残りの単組が振興組合を設立した。その後、11の振興組合と1つの発展会（楽天地発展会）が1952年（昭和27年）7月18日に「岐阜柳ケ瀬商店街振興組合連合会」を結成した。現在の同連合会には、8つの振興組合が加入している（「柳ケ瀬」と「柳ヶ瀬」が混在しているのは原文ママ）。
| 名前                         | 発足          | 備考                                                         | 現在の加入 |
| ---------------------------- | ------------- | ------------------------------------------------------------ | ---------- |
| 岐阜劇場通北商店街振興組合   | 1950年3月30日 |                                                              | ○          |
| 新京極商店街振興組合         | 1950年3月31日 | 後に髙島屋南商店街振興組合に改名、現在は解散                 | -          |
| 柳ケ瀬通一丁目商店街振興組合 | 1951年2月19日 |                                                              | ○          |
| 柳ヶ瀬通2丁目商店街振興組合  | 1951年2月19日 |                                                              | ○          |
| 柳ヶ瀬通3丁目商店街振興組合  | 1951年2月19日 |                                                              | ○          |
| 弥生町商店街振興組合         | 1951年2月19日 |                                                              | ○          |
| 西柳ケ瀬商店街振興組合       | 1951年2月19日 | 現・スタープレイス柳ヶ瀬商店街振興組合                       | ○          |
| 日ノ出町商店街振興組合       | 1951年2月19日 |                                                              | ○          |
| 神室町南柳ケ瀬商店街振興組合 | 1951年2月19日 | 通称・レンガ通り商店街                                       | -          |
| 小柳町商店街振興組合         | 1952年2月8日  | 2022年10月に解散、現在は小柳町自治会内発展会として活動を継続 | ○          |
| 劇場通南商店街振興組合       | 1952年5月31日 |                                                              | -          |

## 歴史
もともと美濃国稲葉郡上加納村の字名として柳ケ瀬という地名があった。1889年（明治22年）に上加納村の北部が合併して岐阜市の一部となり、岐阜市の字名となった。

### 商業施設の充実

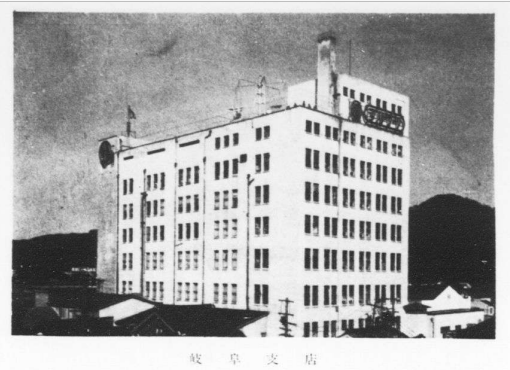
1950年代の丸物岐阜支店

昭和に入ると、近代的な商業施設の誘致を求める声が上がり、市長であった松尾国松が関西財界に働きかけ、百貨店の誘致を行った。これを受け、中林仁一郎が経営する京都物産館（のちの丸物）は初の本格的な支店開設を決意した。1930年（昭和5年）4月の出張所開設を経て、同年6月1日に（京都）物産館岐阜支店を柳ヶ瀬に開業した。岐阜県内初の百貨店だった。
1966年（昭和41年）には美川憲一「柳ヶ瀬ブルース」が120万枚を超える大ヒット曲となり、柳ケ瀬商店街が全国的な知名度を得た。
1973年（昭和48年）7月7日午後3時40分頃、キャバレーから出火して延焼、繁華街の110軒が全半焼した。消防士ら6人が負傷。
髙島屋はヤナゲンと合弁でヤナゲン髙島屋の出店を計画していたが、単独出資に変更し、1977年（昭和52年）には岐阜髙島屋が開店した。一方、髙島屋と同じ京都発祥の丸物は、近鉄グループの一員としての立場を明確化するため、京都近鉄百貨店に社名変更し、柳ヶ瀬の店舗は報道なども含め、岐阜近鉄百貨店と呼ばれるようになった。さらに、ファッションビル「近鉄アミコ」（のちのイマージュ）も同年12月に開業した。

### 衰退
1980年代後半以降は郊外型店舗の出店や増床が相次いだことにより商店街が空洞化した。1996年（平成8年）10月、髙島屋岐阜店の開業と岐阜近鉄百貨店の改称から20年が経つのを前に、髙島屋岐阜店の営業統括グループマネージャーが岐阜近鉄百貨店の営業推進課長に共同催事の実施を持ち掛け、1997年（平成9年）4月に第一陣の共同バーゲンセールを行った。売上は目標を下回ったものの柳ヶ瀬商店街の関係者からは好評で、同年秋には第二陣も企画されるほどとなった。しかし、衰退傾向に歯止めをかけるには至らなかった。JR東海が東海道線のフリークエントサービスを拡充した結果、競合する名鉄名古屋本線共々速達化が進み、名古屋市へ出かけやすくなったことに加え、郊外型店舗に限らず、2000年3月に名古屋駅へジェイアール名古屋タカシマヤが開業することが決まり、新たな競合が出現することになった。
岐阜近鉄百貨店では岐阜駅前への移転を検討していたが、旧店舗の跡地問題などを理由に断念し、1999年（平成9年）春には同年秋の閉店を決定した。この際、髙島屋岐阜店についても赤字店として閉店のうわさが流れるほどとなった。その後も同店の関連施設であった「イマージュ」は京都近鉄百貨店と合併した近鉄百貨店に引き継がれて運営を続けたが、ビル所有者「柳ヶ瀬ビル」の破綻を受けて2001年（平成13年）夏に閉鎖された。
2005年（平成17年）4月1日には名鉄岐阜市内線（路面電車）が廃止され、鉄道駅からのアクセスが不便となったことで、さらに衰退に拍車がかかった。同年10月1日、柳ケ瀬唯一かつ岐阜市唯一のデパートである岐阜タカシマヤが1977年（昭和52年）の開店以来となる大規模リニューアルを行った。
2008年（平成20年）から、非公式キャラクターやななを中心として中心市街地活性化のプロジェクトが行われた。しかし、やななは、2013年（平成25年）に引退した。
2009年（平成21年）3月には柳ケ瀬商店街が中小企業庁によって新・がんばる商店街77選に選定された。
2011年（平成23年）4月22日、中心市街地の活性化を目的として地元商店街と岐阜市が誘致した「ドン・キホーテ柳ケ瀬店」（2020年（令和2年）10月閉店）が、旧メルサ跡地にオープンした。これにより近年遠退いていた若年層の客足が戻り、髙島屋との間に買物客の回遊性が生まれたことで、商店街の中には「大型店のレシートを提示すると割引」するなどのサービスを行う店も出てきている。
2012年（平成24年）7月13日には町おこしの企画として、岐阜発祥の口裂け女を主役とした「柳ヶ瀬お化け屋敷 恐怖の細道」が柳ヶ瀬商店街で開催された。プロデューサーはオカルト作家の山口敏太郎であり、名誉顧問は美川憲一である。
2014年（平成26年）7月2日、美川憲一が歌手生活50周年を迎えた記念として柳ヶ瀬歌謡ショー2014に参加、特別ゲストとして歌唱しトークショーと握手会など開催した。
2016年（平成28年）4月1日の『柳ヶ瀬ブルース』発売50周年を記念して、7月22日にホテルグランヴェール岐山で美川憲一がチャリティーコンサートを行った。7月23日には旧長崎屋前の特設ステージにて、観覧無料の「憲ちゃんまつり」が開催された。「憲ちゃんまつり」の入場者数は二千人となり、昭和の柳ヶ瀬商店街の特徴であった「肩と肩が触れ合う」が再現された。
2021年（令和3年）、岐阜県暴力団排除条例が改正され、柳ヶ瀬が暴力団排除特別強化地域に指定。同地域内で暴力団がみかじめ料徴収を行うこと、また、飲食店側がみかじめ料を支払うことに対して罰則規定が設けられた。

## 商業施設

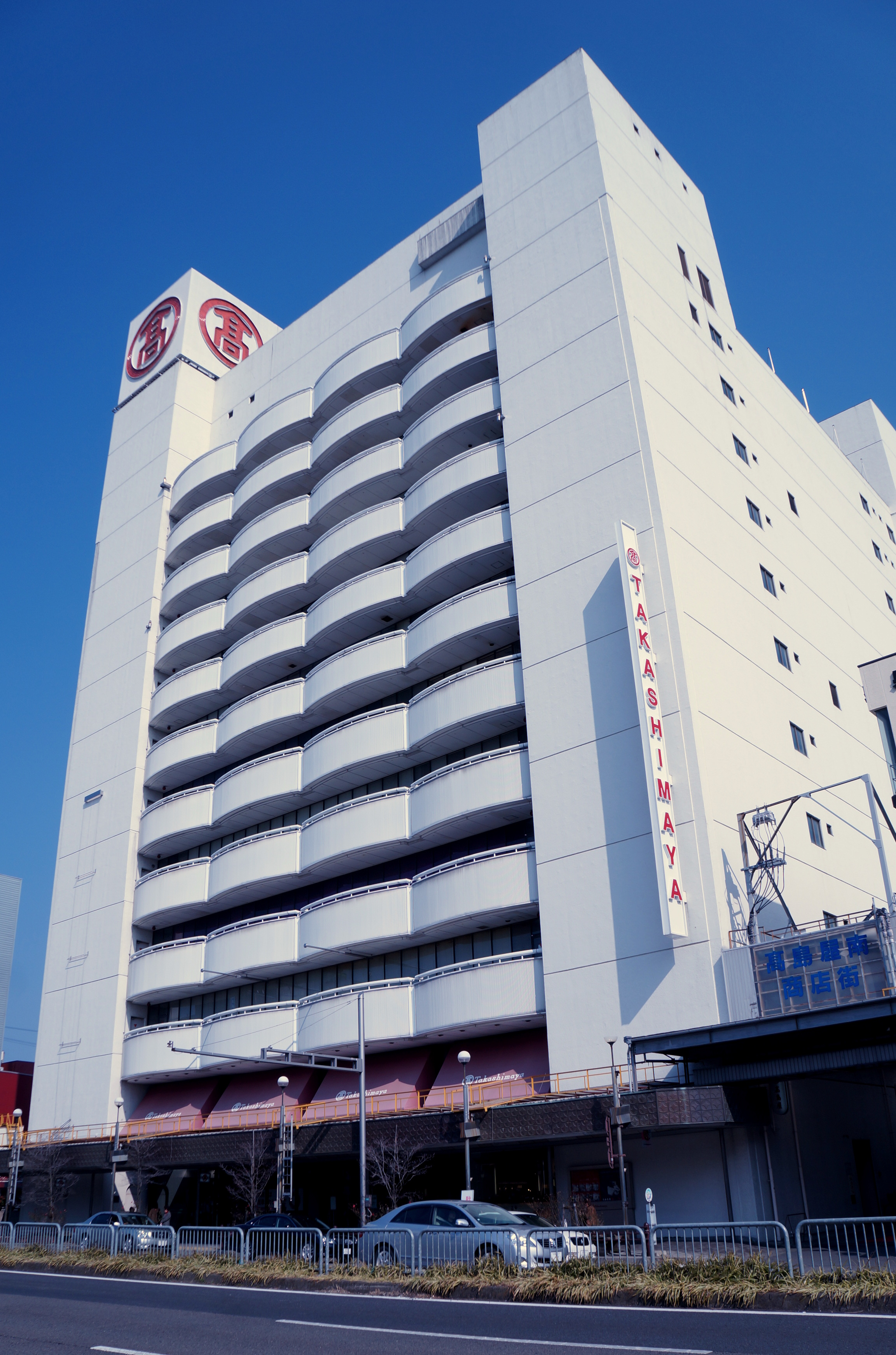
岐阜髙島屋（2024年閉店）

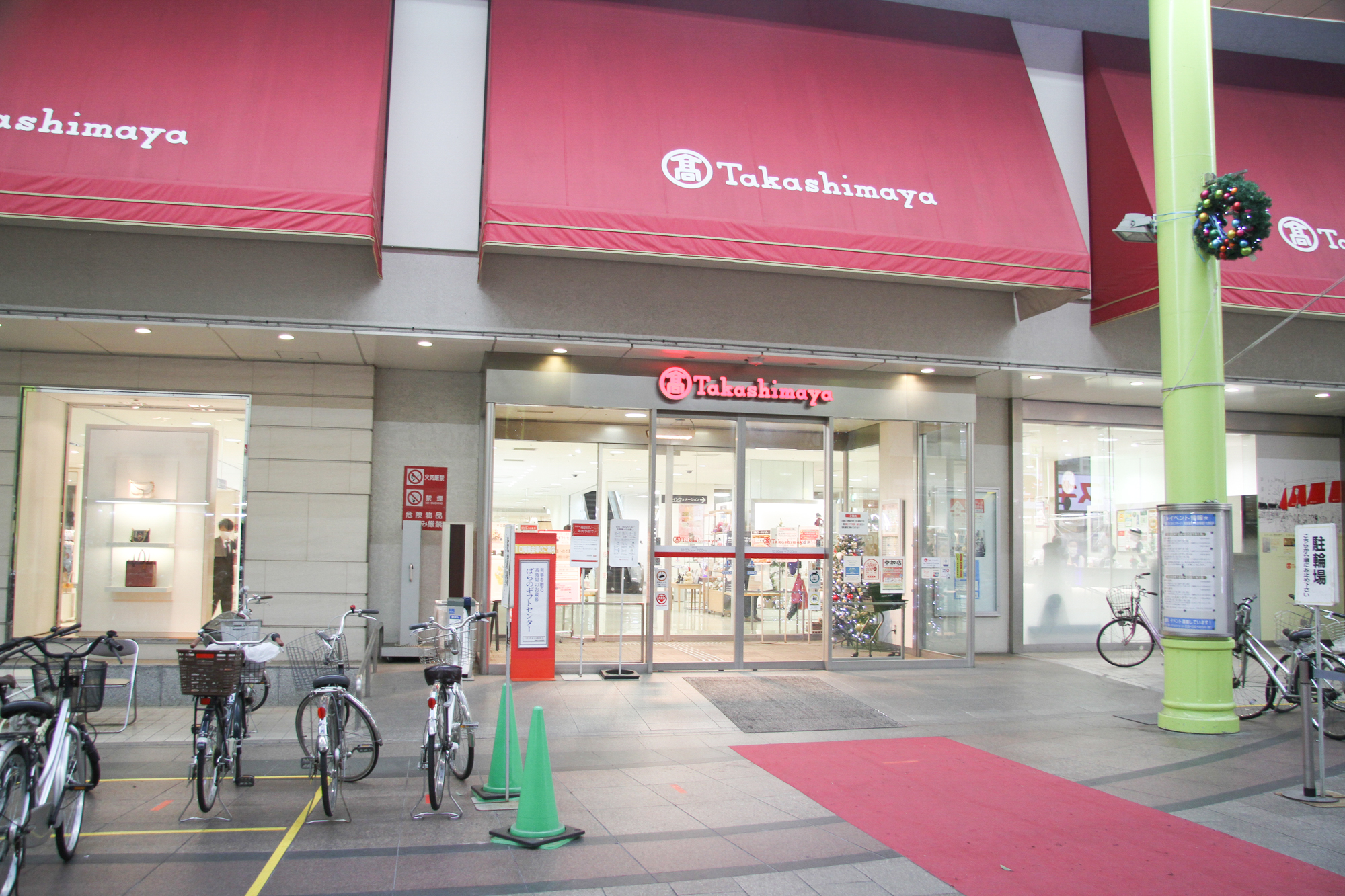
柳ケ瀬側から見た髙島屋

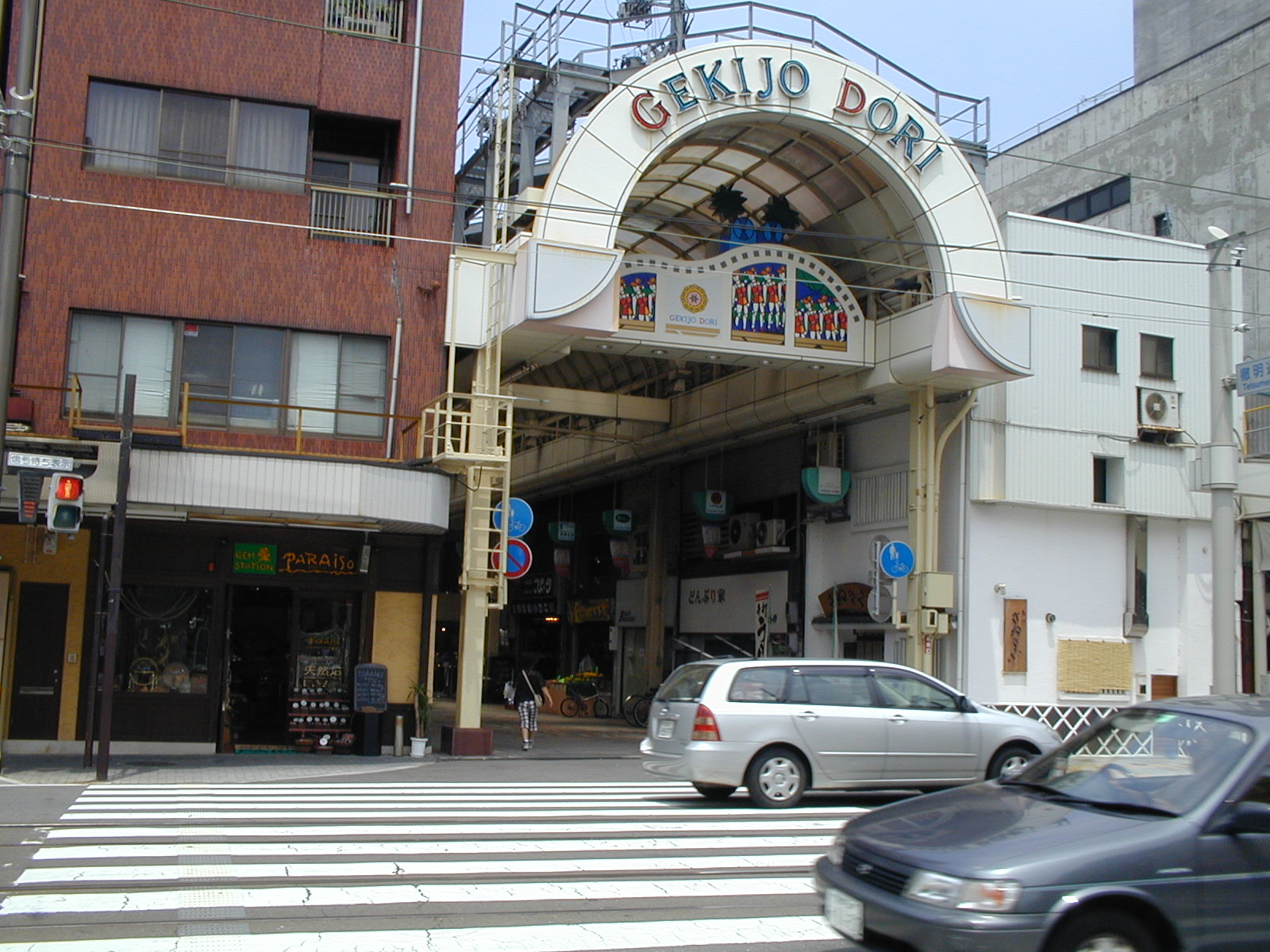
柳ヶ瀬劇場街

かつて柳ヶ瀬には5店舗の大型商業施設があったが、郊外型大型ショッピングモールの開業や名古屋市の大型商業施設との競合により、4店舗（隣接する新岐阜のジャスコ岐阜店・ダイエー岐阜店・新岐阜百貨店・岐阜パルコを含めれば8店舗）が撤退した。2005年（平成17年）には唯一の大型商業施設となった岐阜タカシマヤ（髙島屋）がリニューアルオープンした。2011年（平成23年）4月にドン・キホーテ柳ケ瀬店が旧岐阜メルサ跡地にオープンしてからは、近年遠退いていた若年層の客足が戻りつつある。しかし、そのドン・キホーテも2020年（令和2年）10月に閉店し、唯一残った岐阜髙島屋も2024年（令和6年）7月に閉店。中核となる大型商業施設が全て閉店となる状況となった。

### 大型商業施設

#### 閉店した店舗
岐阜髙島屋
売上高は1991年（平成3年）の249億円をピークに減少し、2005年（平成17年）2月期には156億円にまで落ち込んでいた。業績悪化に歯止めをかけるため、2005年（平成17年）に大規模なリニューアル工事を実施した結果、業績の回復に成功した。2006年（平成18年）には別館に無印良品をオープンさせた。しかし、2023年（令和5年）2月期には売上高132億円に落ち込み、入居ビルの設備更新を巡る家主との交渉決裂と経営の悪化を理由に2024年7月31日をもって閉店し、2024年8月31日に株式会社岐阜髙島屋も解散した。
岐阜近鉄百貨店（1999年（平成11年）9月閉店 / 現・岐阜中日ビル）
京都物産館が開設した丸物岐阜支店をルーツとする京都近鉄百貨店の支店で、近鉄百貨店（本社：大阪市阿倍野区）の直営店ではなかった。百貨店のほか、「近鉄アミコ」「イマージュ」といったファッションビルも併設していたが、こちらは2001年（平成13年）に閉店した。髙島屋の進出以前から立地し、長らく、柳ヶ瀬のシンボルとして存在したデパートであった。
長崎屋岐阜店（2002年（平成14年）2月閉店 / 「柳ケ瀬広場」として整備予定）
総合スーパー。長崎屋本体の経営破綻の影響により閉店。その後も商店街の真ん中に解体もされない廃ビルとして20年以上も残っていたが、2024年以降岐阜市の負担で解体して用地取得し、都市計画法に基づく「柳ケ瀬広場」として整備する方針が示されている。
岐阜センサ（2004年（平成16年）8月閉店 / 現・プレサンスロジェ 岐阜長良橋通り）
ファッションビル。グランドタマコシの岐阜店として開業した後、ファッションビルへ業態転換を図った。運営母体であった総合スーパーのグランドタマコシが2004年（平成16年）2月に民事再生法を申請し、支援する平和堂への営業譲渡対象から外れたため清算された。全盛期には88店舗が入居し、岐阜における若者文化の発信地であった。
岐阜メルサ（2009年（平成21年）8月閉店）
名古屋鉄道系列。ファッション館とグルメ館（現・ジグザ神田）があり、ファッション館8Fにはコンサートホール（名称：メルサホール）があった。
ドン・キホーテ柳ケ瀬店（2020年（令和2年）10月閉店）
2011年（平成23年）4月22日に旧岐阜メルサ跡地にオープンした大型ディスカウントストア。岐阜県では2店舗目、岐阜市へは初出店となる。ビルを所有する名古屋鉄道から全館を借りて営業。1階から3階までを直営店とし、ほかに百円ショップやネイルサロンなどが入居する。長時間深夜営業（午前10:00〜深夜3:00まで）・低価格・豊富な品揃えを売りにしている。しかし、2020年（令和2年）10月25日を以て閉店した。
8階には大衆演劇の常設劇場であるぎふ葵劇場が入り、300席という客席数は全国屈指の規模であった。2011年（平成23年）7月、柳ケ瀬通りにあった大衆演劇場の豊富座が移転・改称したものであった。館内ではドリンクや弁当などを販売し、飲食スペース等も併設していた。2022年（令和4年）現在、跡地の開発は未定である。
銀行
- 中京銀行岐阜支店（金宝町）
- 第三銀行岐阜支店（柳ケ瀬通り）

### 大衆演劇場・映画館
岐阜市が誕生した頃に、大黒座と泉屋という芝居小屋が建てられたのが柳ケ瀬の大衆演劇の歴史の始まりである。明治30年代には、新しい娯楽として活動写真が親しまれるようになり、明治43年に最初の活動写真館常設館である「電気館」が建てられた。明治39年から昭和21年までは浪曲小屋があり、大正時代には寄席や国技館などもあったが、いずれもすぐに閉館した。昭和30年代の中ごろには200メートルの直線距離に8館の娯楽施設が集まっており、最盛期の昭和40年代前半には柳ケ瀬に13個の映画館があった。

#### 廃止映画館
- 柳ケ瀬劇場(1995年閉館)
- 岐阜ピカデリー(2001年閉館)
- シネアールイマージュ(2001年閉館)
- 豊富東映劇場(2002年閉館)
- シアターペルル(2005年閉館)
- 衆楽館(2006年閉館)

#### 現在存在する映画館
現在柳ケ瀬に存在する映画館は、ロイヤル劇場とCINEXである。
ロイヤル劇場
1926年（昭和元年）12月に新築開館した映画の常設館・「青雲館」を前身としている。第二次世界大戦で焼失し、終戦直後には実演の「演技座」として再スタートする。1948年（昭和23年）には元の「青雲館」として映画興行に戻し、何度か名前を変えながら1976年（昭和51年）6月まで続いた。その後、平和ビル建設に伴う再開発に合わせ「ロイヤル劇場」として1977年（昭和52年）12月にオープンした。現在は「昭和名作シネマ上映会」を継続的に行っている。
CINEX
1946年（昭和21年）3月に開館した「第一映画劇場」を前身としている。1956年（昭和31年）6月には岐阜東宝と岐阜松竹地下劇場の二館で開業。1991年（平成3年）に周辺で起こった火災を機に建て替え計画を加速させ、1993年（平成5年）1月31日にこれらが閉館。1995年（平成7年）にCINEXとして再びオープンした。地上8階、地下1階建ての商業施設ビルで、4つのスクリーンを持つシネマコンプレックスである（5階から8階に、映写室を含む映画施設が入る）。

### ライブハウス・クラブ
- 柳ヶ瀬ants - 2011年（平成23年）に柳ヶ瀬観光ビルにオープンしたライブハウス。
- 岐阜club-G - 2004年（平成16年）にオープンしたライブハウス。2001年（平成13年）に閉館した映画館の岐阜ピカデリー跡地を改装した。
- clubBLOCK　- 2003年（平成15年）にオープンしたクラブ。
- CLUB RAGZA - 2016年（平成28年）にオープンしたクラブ。

### その他の施設
- 岐阜中日ビル
  - 中日新聞社 岐阜支社
- やながせ倉庫
- 柳ヶ瀬観光ビル
- まさご座※東海三県で唯一のストリップ劇場
- 柳ヶ瀬グラッスル35（2023年（令和5年）3月開業）

## 開発計画

### カラー舗装
柳ケ瀬地区の環境整備の一環で1978年（昭和53年）より「柳ケ瀬カラー舗装5ヵ年計画」として、柳ケ瀬地区のカラー舗装化が実施された。これにより、側溝やガス・水道・電話の配管、配線が地中に埋められ、40センチメートル角のカラータイルが敷き込められた。これにより、各振興組合でレンガやアーケードが異なっている。（尚、日ノ出町通りは2014年アーケード新築時に舗装タイルを撤去、現在は赤味を帯びたオーク色のカラーアスファルトで舗装されている）
| 地名                   | 完成           | 出典   |
| ---------------------- | -------------- | ------ |
| 柳ケ瀬本通り           | 1979年5月3日   | [ 37 ] |
| 柳ケ瀬日ノ出町通り     | 1980年2月6日   | [ 38 ] |
| 柳ケ瀬劇場通り         | 1980年11月28日 | [ 38 ] |
| 柳ケ瀬劇場通り南商店街 | 1981年4月2日   | [ 39 ] |
| 神室町南柳ケ瀬         | 1981年11月26日 | [ 39 ] |
| 新京極商店街           | 1981年11月26日 | [ 39 ] |
| 弥生町                 | 1982年12月2日  | [ 40 ] |
| 小柳町                 | 1982年12月2日  | [ 40 ] |

### 再開発
上述したような近年の著しい衰退を止めるために柳ケ瀬通周辺約9haの地域は、同じく衰退が著しいJR岐阜駅北約21haと共に都市再生緊急整備地域の指定を受け、再開発計画が動き出している。

#### 柳ケ瀬通北地区市街地再開発
2011年（平成23年）度着工、2012年（平成24年）度完成
敷地面積：約1,200m2。平成17年度都市計画決定。

#### 高島屋南市街地再開発
2019年（令和元年）度着工
敷地面積：約6,500m2。平成23年度都市計画決定。
再開発ビル「柳ヶ瀬グラッスル35」は、2023年に完成した。地上35階建て、地下1階建て、延べ床面積58,000平方m、高さ約130m。1、2階は商業施設、3、4階は市の健康・運動施設や子育て支援施設が入り、5〜35階は1〜4LDKの分譲住宅。
「グラッスル」はgrass（草）、glass（ガラス）、castle（城）といった言葉を掛け合わせた造語で、全国から集まった1005件の応募の中から選ばれた。

## 柳ケ瀬を舞台にした作品

### 楽曲
- 柳ヶ瀬ブルース（1966年）（美川憲一）
- 柳ヶ瀬の女（1966年）（美川憲一）
- 夜の柳ケ瀬（1969年）（カサノヴァ7）、（リッキー＆960ポンド）
- 柳ヶ瀬恋物語（2007年）（坂井千春）
- 柳ケ瀬ルンバ（2008年）（小島勇司）[44]

### 映画
ずらり俺たちゃ用心棒（1961年：日活）
監督：松尾昭典、脚本：柏木和彦・千野皓司、音楽：伊部晴美、主演：二谷英明・和田浩治・川地民夫
柳ヶ瀬ブルース（1967年：東映）　
監督：村山新治、脚本：成澤昌茂、音楽：八木正生、主演：梅宮辰夫
現代やくざ 血桜三兄弟（1971年：東映）　
監督：中島貞夫、脚本：野上龍雄、音楽：山下毅雄、主演：菅原文太・伊吹吾郎・渡瀬恒彦

## 交通

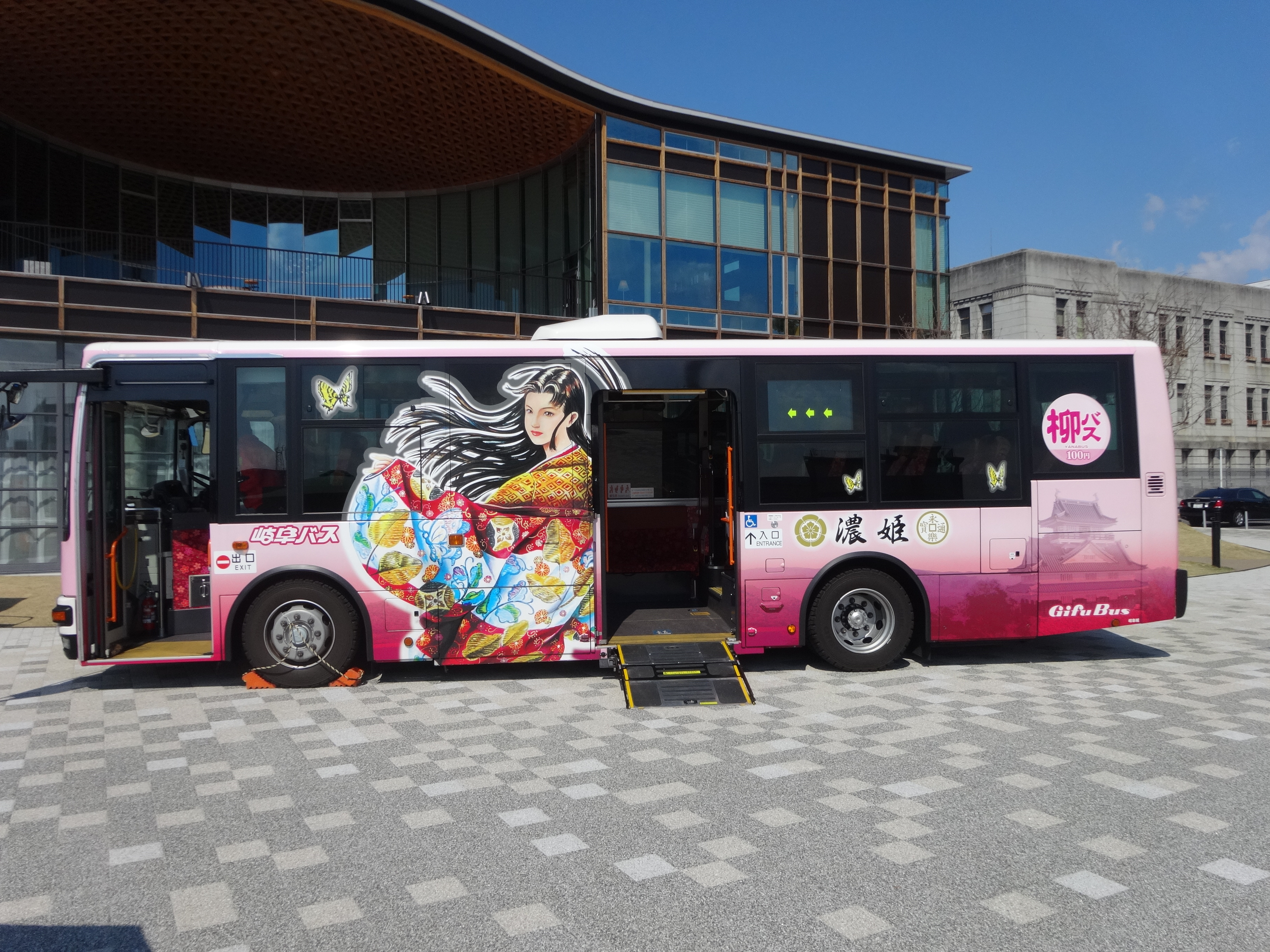
柳バス

### 鉄道
- JR東海道本線・高山本線「岐阜駅」より徒歩で約15分。
- 名鉄名古屋本線・各務原線「名鉄岐阜駅」より徒歩で約10分。

### バス
- 柳バス - 岐阜駅から柳ヶ瀬を循環する100円バス。中心部ループ線に改称後、2023年10月31日に廃止。
- 岐阜バス -「柳ヶ瀬」、「金華橋通り柳ヶ瀬」、「徹明町」バス停下車。

## イベント

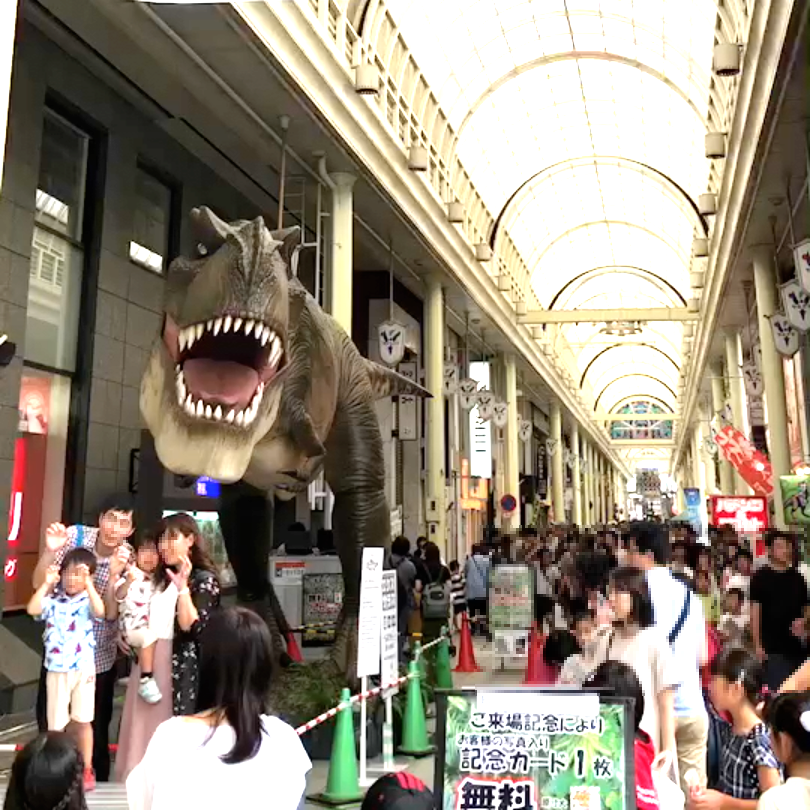
柳ケ瀬ジュラシックアーケードの様子

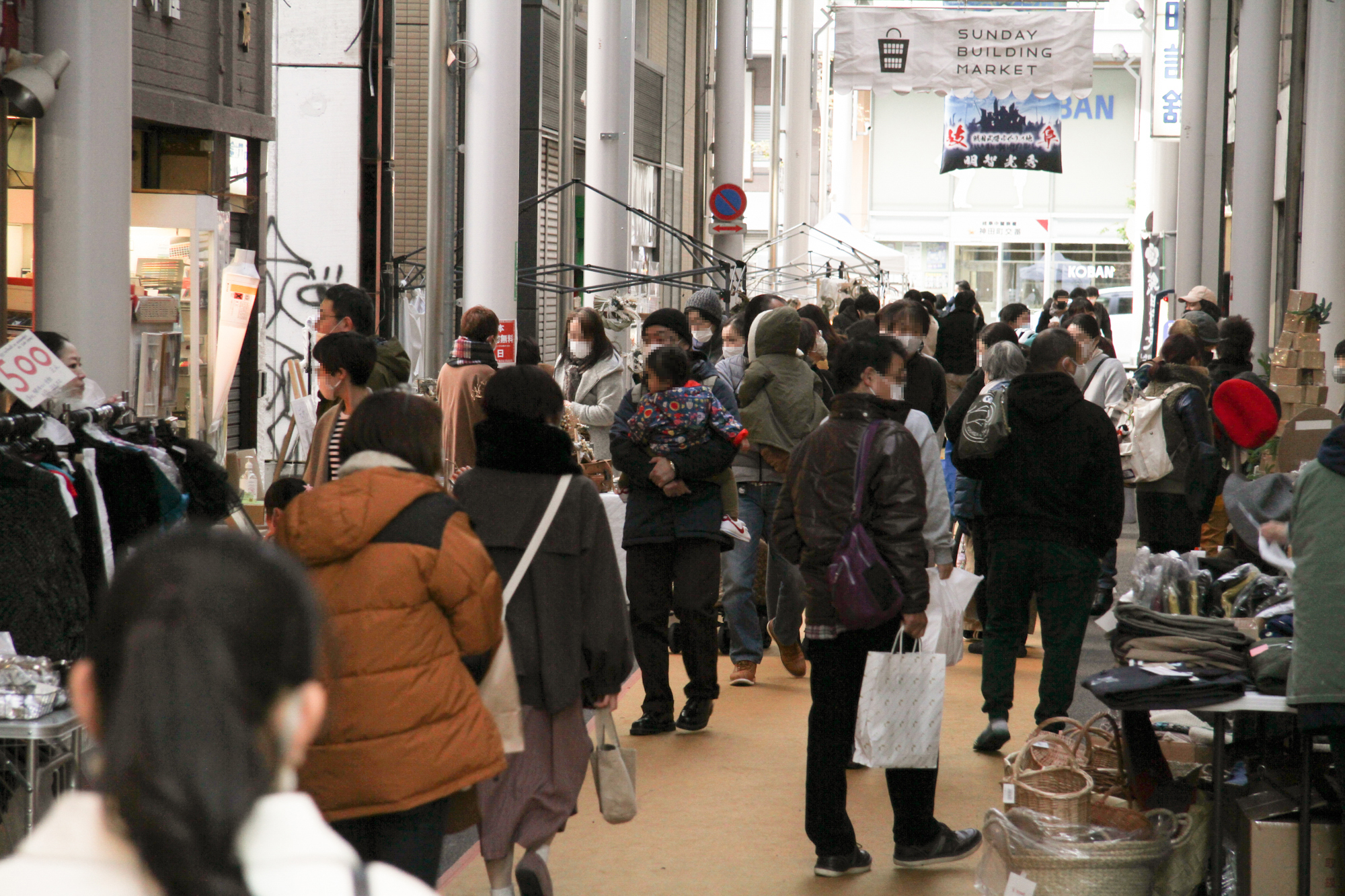
サンデービルヂングマーケット（2020年（令和2年）12月20日）

- 9月：「柳ケ瀬ジュラシックアーケード」（2011年（平成23年）〜）

アーケード内にティラノサウルスをはじめとする恐竜ロボットが展示され、スタンプラリーなど参加型のコーナーが企画される。
- 第1金曜日：「夜空カフェ」（2014年（平成26年）〜）
- 第1・3土曜日：「柳ぶら楽市」
- 第2・4土曜日：「柳ケ瀬とれたて市場」（2013年（平成25年）8月〜）
- 第3日曜日：「サンデービルヂングマーケット」（2014年（平成26年）9月〜）

商店街の路上や空きビルを活用したイベントで、雑貨や総菜などを扱う店舗に加え、ワークショップも開催。また、手作り雑貨や古書・レコードなどの販売を一般参加で募っている。
- 第5土曜日：「おねえさまつり」[47]（2014年（平成26年）5月〜）

## ギャラリー

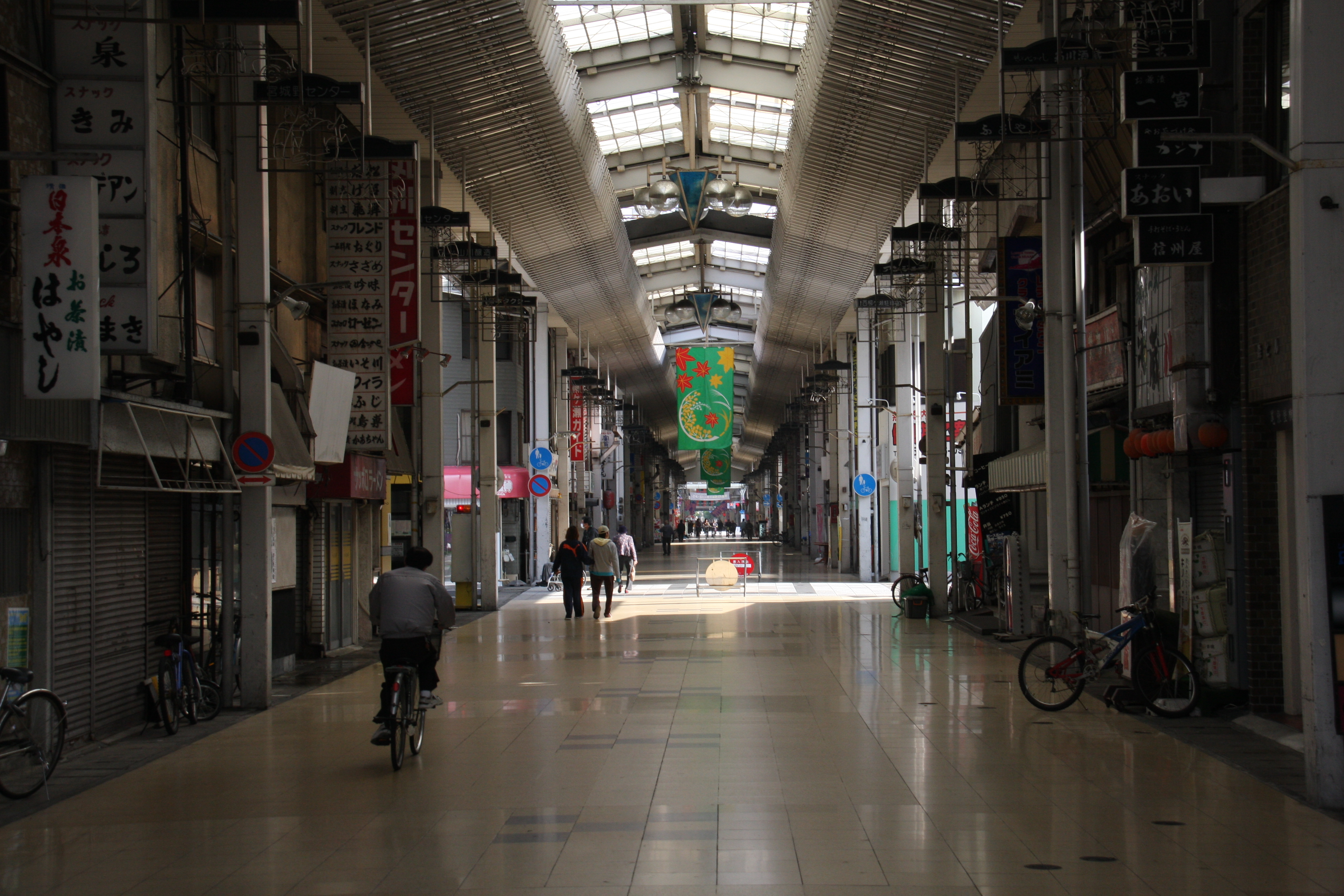
柳ヶ瀬通り
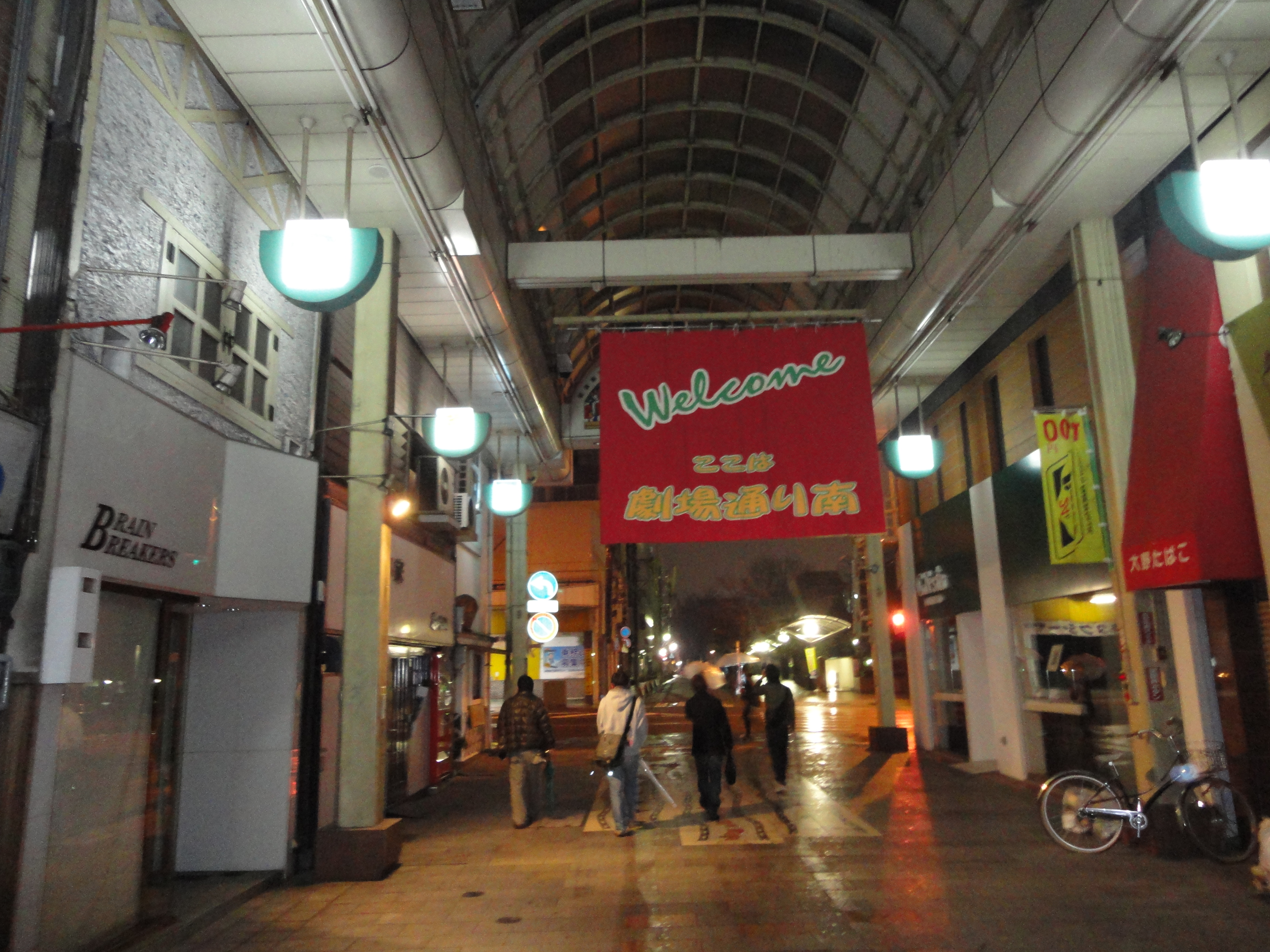
夜の柳ヶ瀬劇場通り南
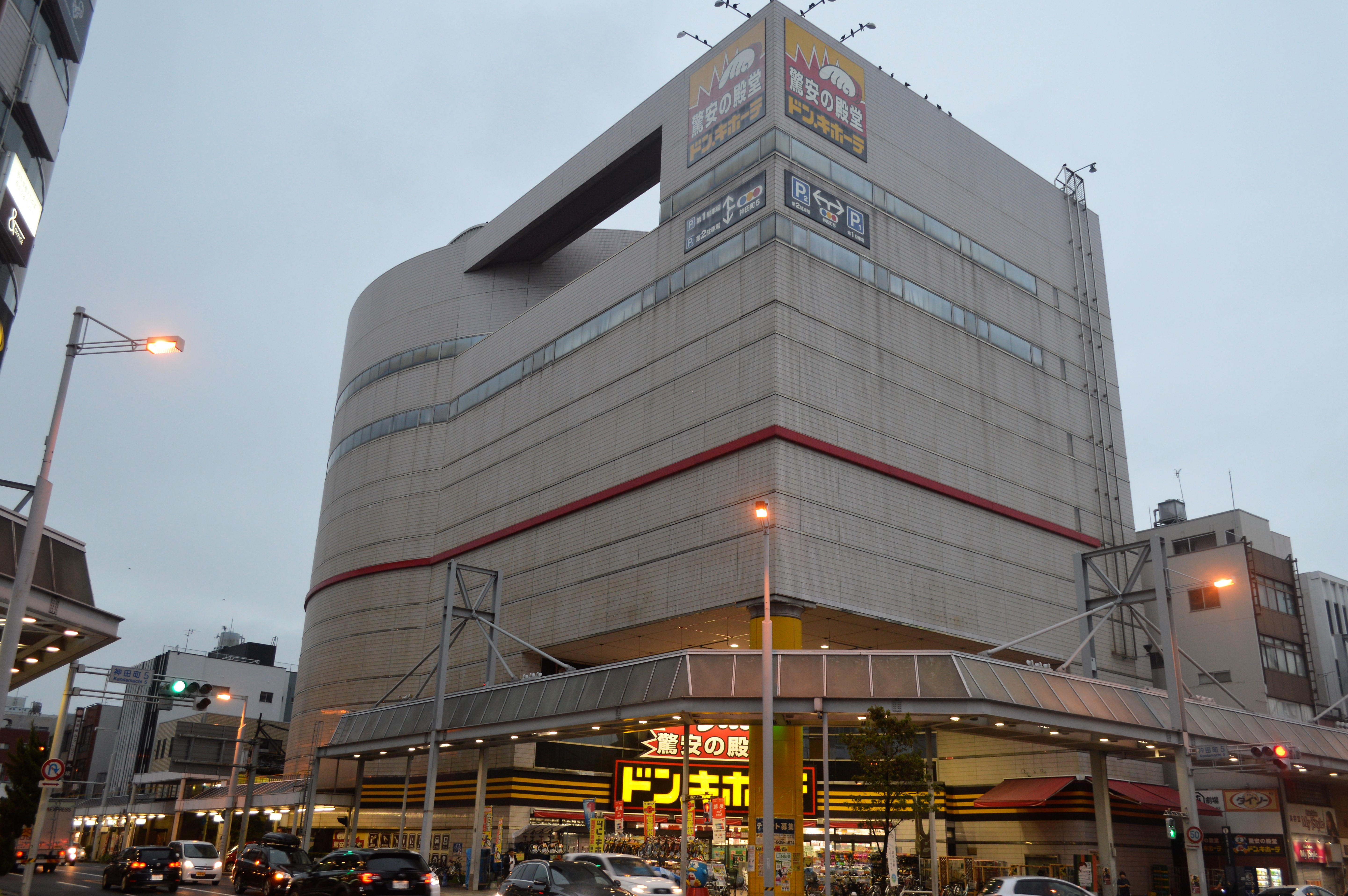
ドンキホーテ柳ヶ瀬店（現在は閉店）
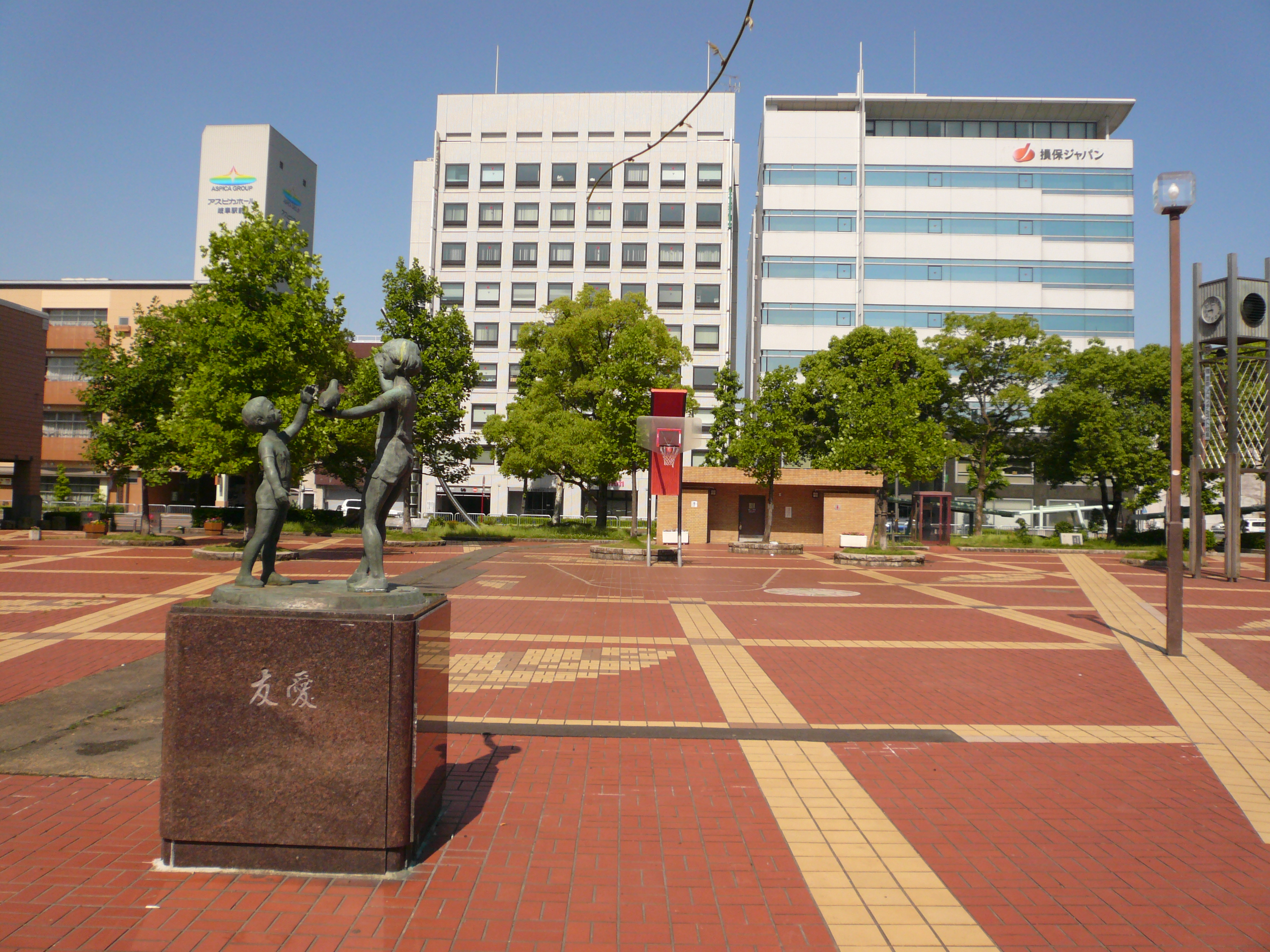
金公園
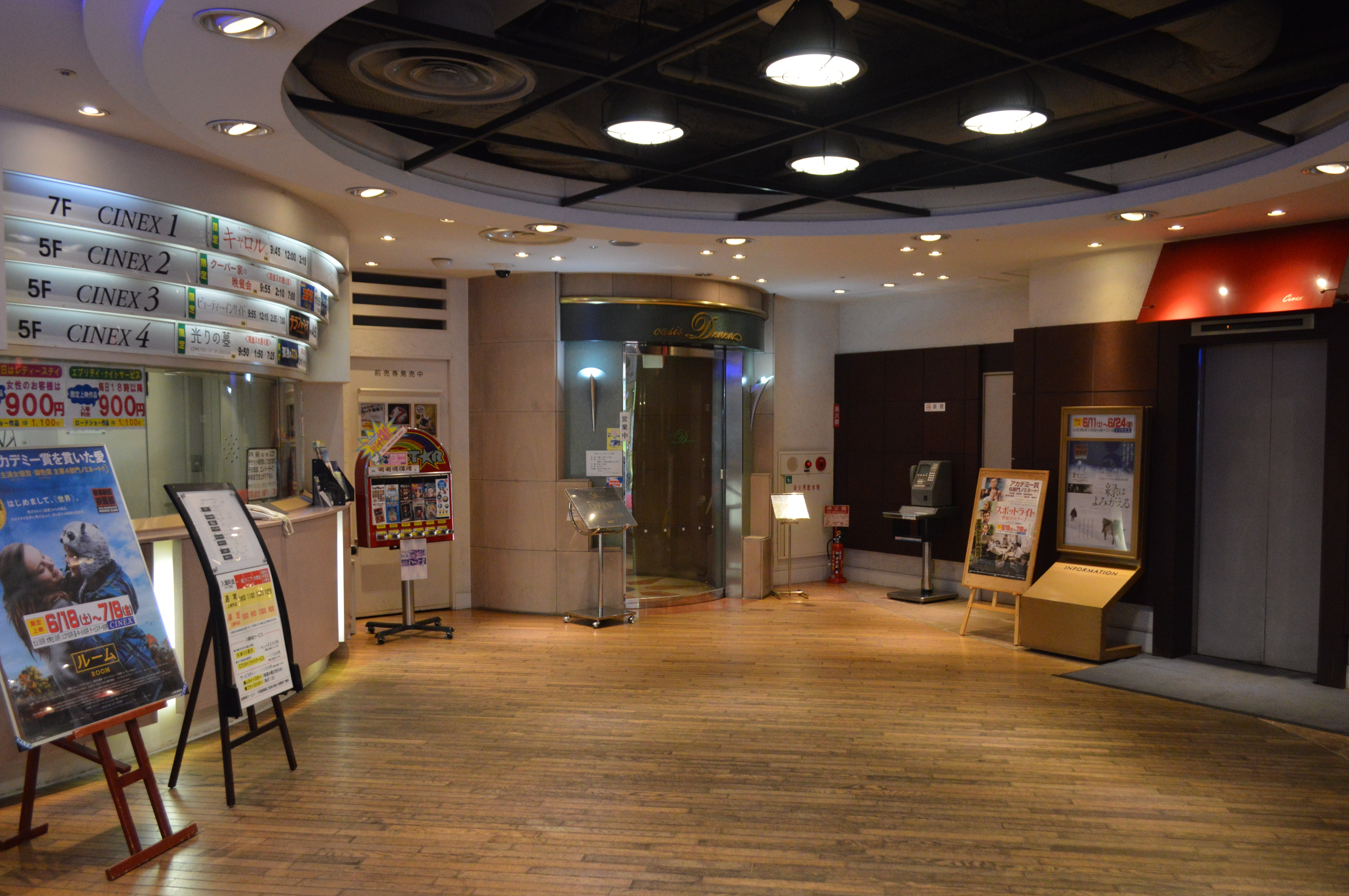
岐阜CINEX
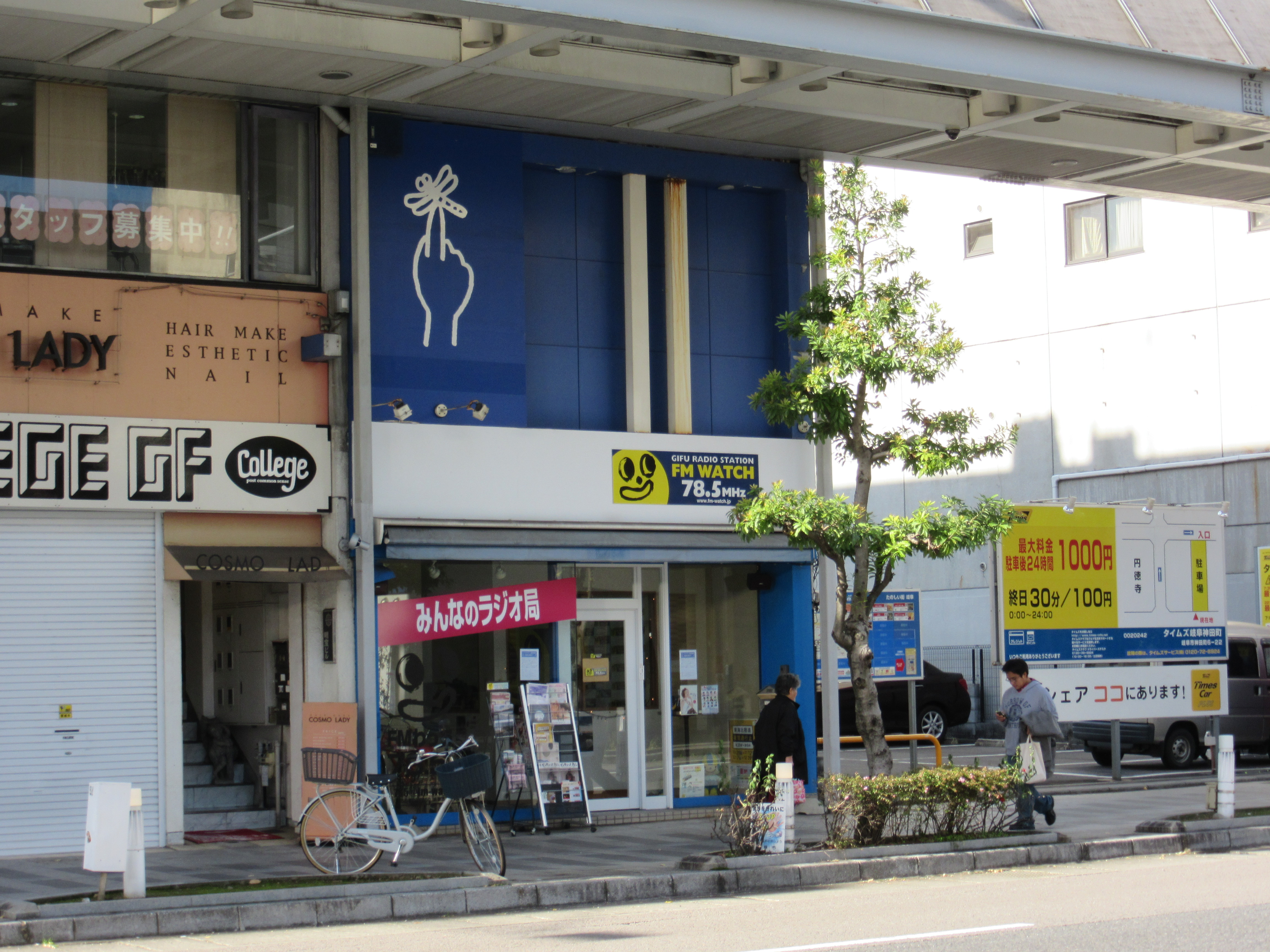
シティエフエムぎふ
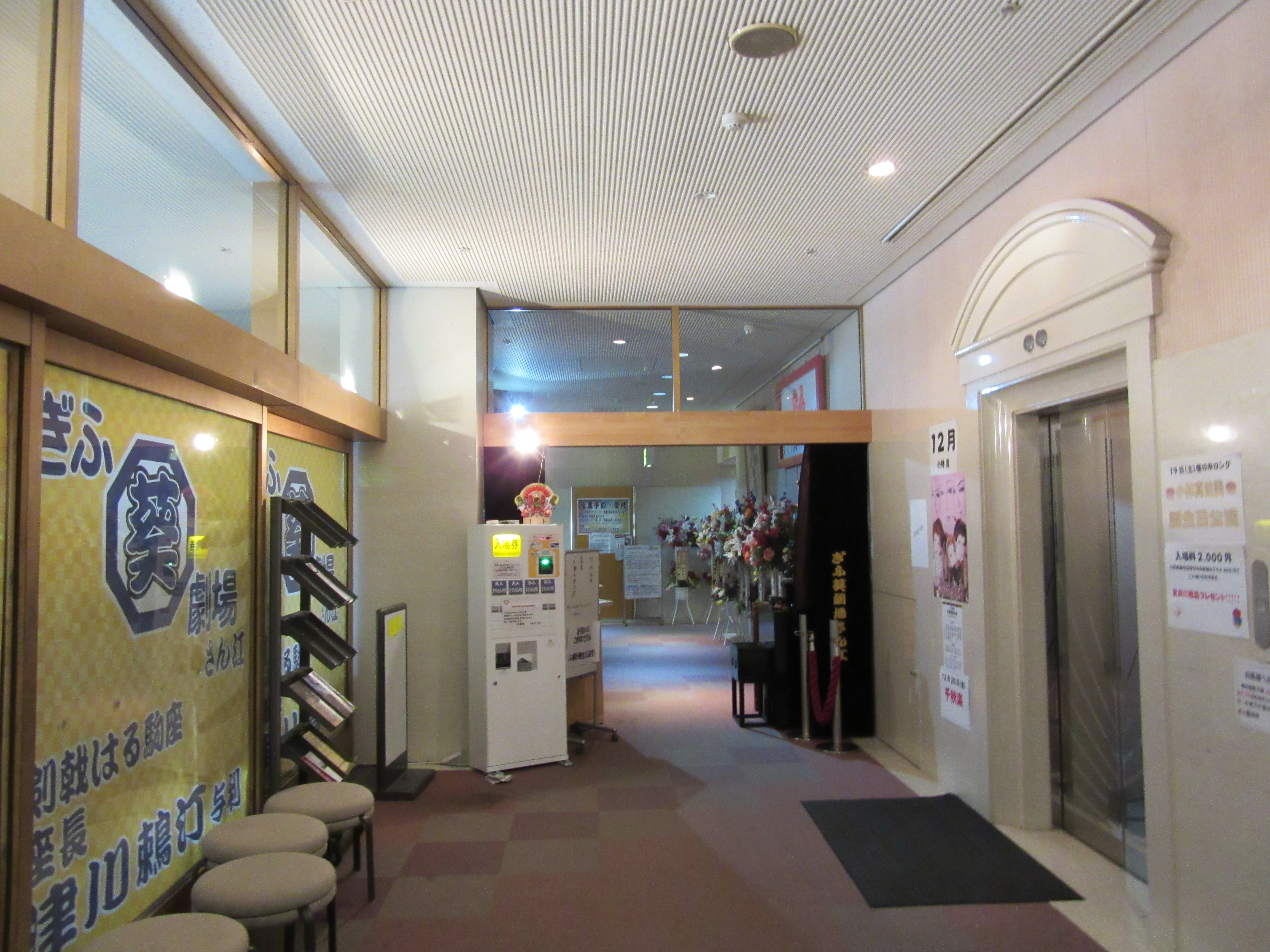
ぎふ葵劇場
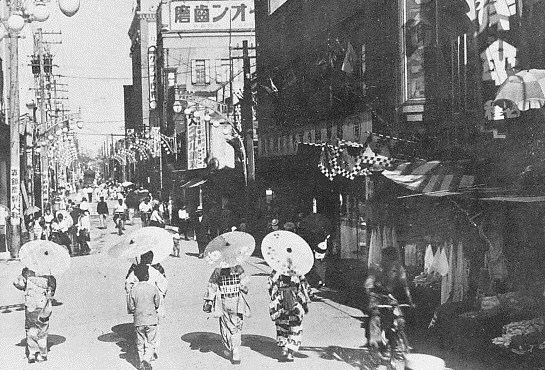
柳ヶ瀬町通り（1930年代）
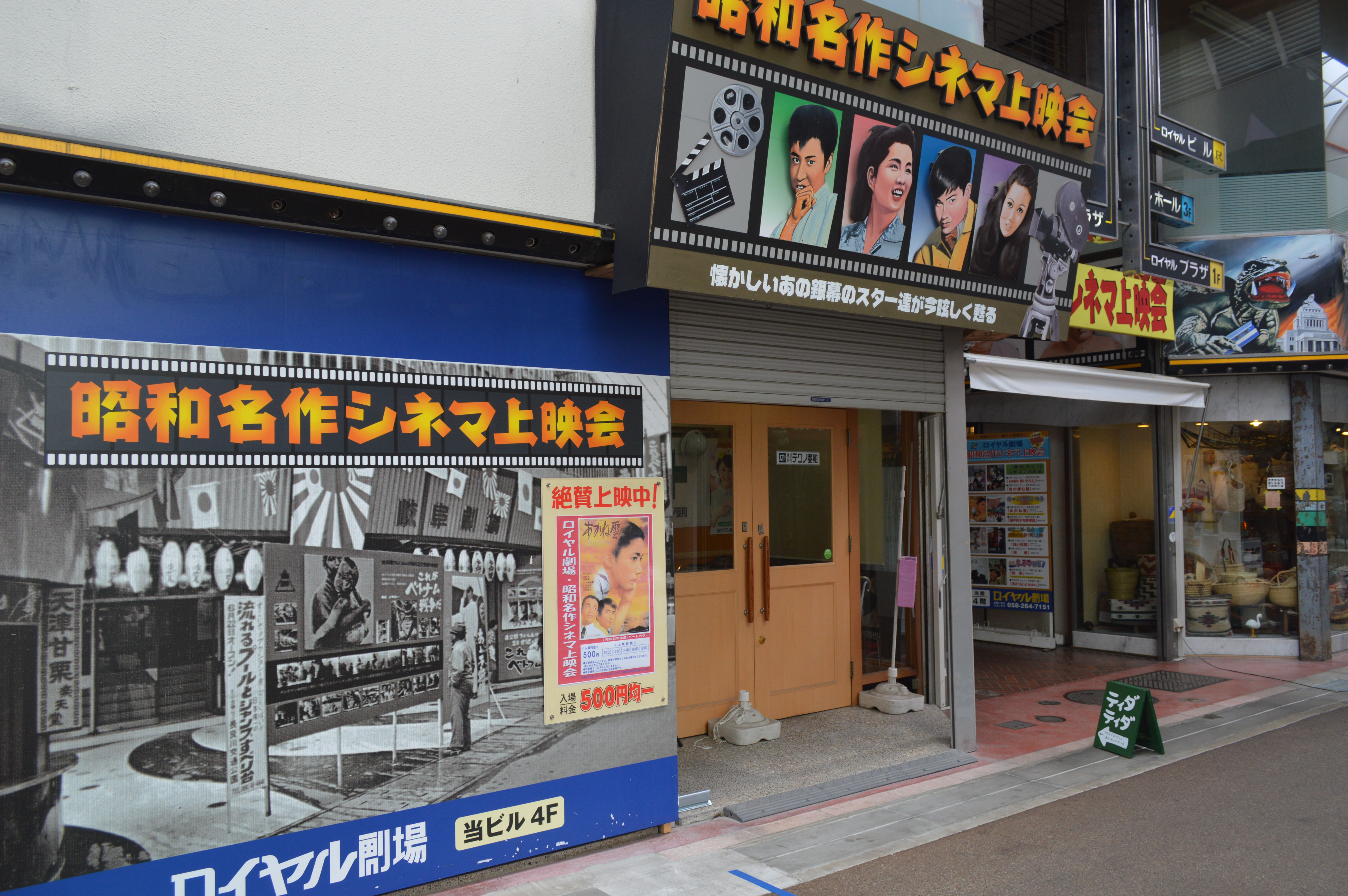
CINEX（シネックス）入口